# Picadillo
Il picadillo (termine spagnolo, AFI: [pikaˈðijo]) è un piatto tradizionale tipico in molti paesi dell'America Latina e nelle Filippine. 

## Descrizione
È preparato con carne macinata (solitamente manzo), pomodori (o in alternativa salsa di pomodoro) e talvolta uvetta, olive e altri ingredienti a seconda della regione di provenienza. Viene solitamente servito con del riso o usato come ripieno in piatti come tacos, pasticcini salati o crocchette. Il suo nome deriva dal termine spagnolo picar, che significa "tritare".
Il picadillo può essere consumato da solo o integrato in altri piatti come tacos, empanadas, pastelón, chiles en nogada, alcapurria o la versione Filippina dell'Arroz a la cubana.

## Versioni

### Costa Rica
In Costa Rica a fianco del nome del piatto viene aggiunto quello della principale verdura che viene tritata e cotta con peperoni, cipolle, brodo, erbe e spezie (ad esempio potato picadillo, ayote picadillo). Viene spesso servito con tortillas o riso.

### Cuba
Le versioni cubane includono peperoni, cipolle, aglio, origano cubano, cumino, salsa di pomodoro, brodo, olive e, occasionalmente, patate, capperi, e chorizo spagnolo, il tutto saltato in olio d'oliva e vino bianco a seconda del regione. Il picadillo cubano viene servito con fagioli tartaruga neri e riso.

### Repubblica Dominicana
Nella Repubblica Dominicana la ricetta del picadillo comprende peperoni, cipolle, coriandolo, aglio, concentrato di pomodoro e dado oltre occasionalmente olive, capperi, uvetta e uova sode. Viene servito sul riso o usato come ripieno per pasteles, empanadas, kibbeh e involtini di cavolo.

### Porto Rico
In Puerto Rico è utilizzato principalmente come ripieno di empanada, alcapurria, pionono ed altre fritture, oltre ad essere servito nella sua forma più classica con riso e fagioli.
La carne macinata viene saltata con annatto, prosciutto a cubetti, origano, foglie di alloro, soffritto, salsa di pomodoro ed occasionalmente cumino, formaggio, uvetta, fagioli, piselli dolci, olive, capperi, cubetti di patate ed altre spezie ed erbe aromatiche.

### Filippine
Denominato anche giniling, nelle Filippine è solitamente un piatto a base di zuppa preparato con carne macitata e patate o chayote, ma esistono anche versioni più vicine alla tradizione sudamericana.
È spesso utilizzato per preparare la versione locale dell'arroz a la cubana: mentre a Cuba quest'ultimo è inteso come un piatto differente rispetto al picadillo ed è composto da riso cotto in salsa di pomodoro servito con uova e verdure, nelle Filippine i due piatti vengono spesso unificati. La versione asiatica dell'arroz assomiglia a quella latina, tranne per la mancanza di olive verdi e capperi e per l'aggiunta di un platano e di un uovo, entrambi fritti.

### Messico

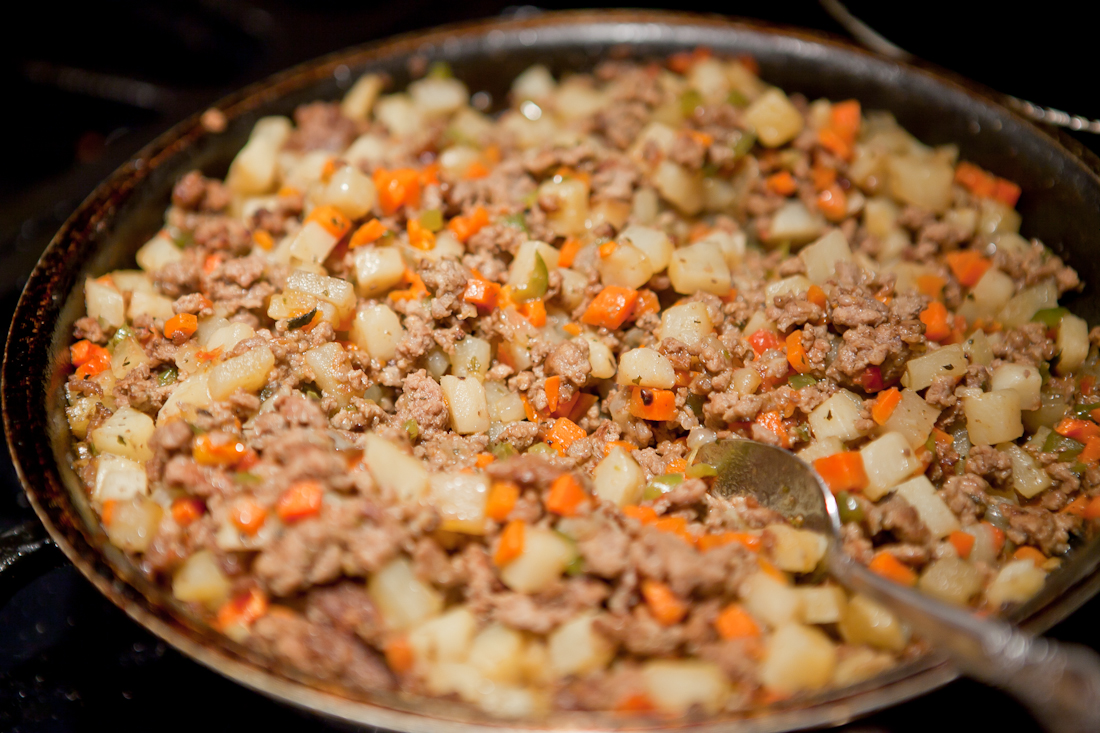
Picadillo messicano.

In Messico il picadillo di manzo è un classico della cucina nazionale. La ricetta tradizionale più diffusa prevede l'uso di carne macinata, carote e patate, il tutto cotto in una salsa a base di pomodori, aglio e cipolla, solitamente condita con sale, pepe e cumino. Sono tuttavia presenti delle varianti a livello regionale, alcune delle quali prevedono l'aggiunta di zucca o piselli.
Questa pietanza è tipicamente abbinata a tortillas, tostadas o tortilla chips e solitamente viene accompagnata con riso o fagioli. Può essere utilizzata come ripieno per i chiles rellenos, i chiles en nogada, i tamales o i gorditas. Viene spesso utilizzata anche carne di maiale, solitamente tritata con quella di manzo.